# Nessi Nezilla
Nessi Nezilla (* 18. September 1990) ist eine deutsch-italienische Künstlerin. Ihre Werke umfassen Skulpturen, Installationen, Malerei und Performances. Nezillas Kunst reflektiert aktuelle gesellschaftlich-politische Themen wie Krieg, Propaganda, Desinformation und Religion. Nezilla lebt und arbeitet in Deutschland.
Ihr Œuvre wurde international in Deutschland, Italien, der Schweiz und den Vereinigten Staaten, insbesondere in New York, ausgestellt und rezipiert. Zu ihren bekanntesten Arbeiten zählt die Skulptur Paperbomb, welche die Fragilität des Friedens und die Notwendigkeit seiner Bewahrung hinterfragt. Die Platzierung an historisch belasteten Orten in Frankreich und Deutschland macht sie zum Mahnmal gegen das Vergessen und Symbol des Friedens und der Freundschaft zugleich.

## Leben und Ausbildung
Nezilla wurde 1990 in Deutschland als Tochter eines deutschen Vaters und einer italienischen Mutter geboren. Sie wuchs multilingual auf und spricht fließend Deutsch, Italienisch und Ladinisch.
Ihr akademischer Werdegang begann 2015 mit dem Erwerb des Diploms in Design und Illustration an der Ruhrakademie Schwerte in Deutschland. Im Anschluss setzte sie ihre Ausbildung in der Schweiz fort und schloss 2018 ihren Master-Abschluss in Design Illustration an der FH Luzern Design ab. Seit 2025 ist Nezilla selbst im akademischen Bereich tätig und lehrt an der Hochschule Ravensburg-Weingarten, Fakultät Soziale Arbeit, Gesundheit und Pflege, im Bereich Art as Protest.

## Hauptwerke
Nezillas künstlerisches Schaffen konzentriert sich auf Themen wie Identität, Frieden und historisches Gedächtnis. Die Künstlerin schafft in ihren Arbeiten komplexe narrative Strukturen, die den Betrachtenden zur Reflexion über die menschliche Verfassung und die Mechanismen von Konflikt und Manipulation anregen.

### Paperbomb
Die Skulptur Paperbomb ist ein internationales Friedenssymbol, Mahnmal gegen das Vergessen, Zeichen der deutsch-französischen Erinnerungskultur sowie der internationalen Diplomatie.
Nezilla nutzt Material- und Maßstabskontraste, um die Ambivalenz von Zerstörung und Schöpfung sowie Krieg und Frieden zu thematisieren. Die Skulptur wirkt leicht wie Papier und imitiert dessen gefaltete Optik, obwohl sie aus Aluminium gegossen ist.
Die Inspiration für Paperbomb erhielt Nezilla von Erzählungen über das japanische Mädchen Sadako Sasaki (1943–1955). Sadako überlebte die Atombombenabwürfe von Hiroshima, erkrankte jedoch im Alter von zwölf Jahren an Leukämie, einer Folge der Strahlenexposition. Gemäß einer japanischen Legende, die besagt, dass das Falten von 1.000 Origami-Kranichen einen Wunsch der Götter gewährt, faltete Sadako während ihrer monatelangen Krankenhausaufenthalte über 1.600 Papierkraniche, bevor sie verstarb. Ihre Geschichte wurde zu einem Symbol der internationalen Friedensbewegung und des Widerstands gegen den Krieg. Nezilla überträgt diese Botschaft der Hoffnung und des Friedens in ein neues Medium, um ihre Gültigkeit zu unterstreichen. Mit dieser Arbeit, die im Rahmen der Reihe SculpturePopulaire in der Rotunde des PalaisPopulaire präsentiert wurde, hat Nezilla ein Kunstwerk geschaffen, das sowohl mahnt als auch Hoffnung vermittelt.
Paperbomb wird an historisch relevanten Orten in Frankreich und Deutschland ausgestellt, die Schauplätze von Massakern und Kriegsverbrechen des Ersten und Zweiten Weltkriegs waren. Zu diesen Orten gehören das Nationaldenkmal Hartmannswillerkopf, der Champ des Martyrs in Tulle und das Martyr Village and Memory Center in Oradour-sur-Glane in Frankreich. In Deutschland wird sie dauerhaft im Zeughausgarten der Reiss-Engelhorn-Museen in Mannheim ausgestellt sowie temporär im PalaisPopulaire in Berlin präsentiert.

#### Tulle in Frankreich
Anlässlich des 80. Jahrestags des Massakers von Tulle wurde am 9. Juni 2024 Nezillas Paperbomb von François Hollande am zentralen Gedenkort Champ des Martyrs enthüllt. An dieser Stelle, einer früheren Müllhalde, wurden die Leichen von 99 jungen Franzosen während eines Angriffs deutscher Truppen im Zweiten Weltkrieg abgelegt. Als Vergeltung, direkt nach der Landung der Alliierten in der Normandie, wählten Soldaten der Waffen-SS-Panzerdivision „Das Reich“ 99 junge Männer aus dem Ort Tulle aus und töteten diese brutal. Die Stadtbewohner mussten mitansehen, wie die Männer an Laternenpfählen und Balkongittern aufgehängt wurden. Weitere 149 Einwohner wurden verhaftet und deportiert, von denen 101 starben.
Der 80. Jahrestag der Massaker von Tulle und Oradour-sur-Glane war von zentraler politischer Bedeutung, da er vom französischen Präsidenten Emmanuel Macron und dem deutschen Bundespräsidenten Frank-Walter Steinmeier besucht wurde. Bundespräsident Steinmeier überreichte Präsident Macron eine Miniaturversion von Paperbomb als symbolisches Geschenk für Versöhnung und Dialog.

#### Hartmannswillerkopf in Frankreich
Exakt 110 Jahre nach dem Ausbruch des Ersten Weltkriegs und zehn Jahre nach dem historischen Festakt in Gegenwart der Staatspräsidenten Joachim Gauck und François Hollande wurde am 3. August 2024 die Skulptur Paperbomb auf der Gedenkstätte Hartmannswillerkopf in Frankreich enthüllt.
Der Hartmannswillerkopf war während des Ersten Weltkrieges erbittert umkämpft. Zwischen 1914 und 1916 kam es zu heftigen Gefechten, in denen Zehntausende ihr Leben ließen. Während die französischen Soldaten den Hartmannswillerkopf den „Berg des Todes“ nannten, bezeichneten ihn die Deutschen als „Menschenfresserberg“. Heute ist der Hartmannswillerkopf ein lebendiger Ort des Austauschs und Teil des UNESCO-Welterbes.

#### Zeughausgarten der Reiss-Engelhorn-Museen in Mannheim
Am 9. Mai 2025, anlässlich des Europatags, wurde eine weitere Skulptur Paperbomb im historischen Zeughausgarten der Reiss-Engelhorn-Museen Mannheim enthüllt. Das Zeughaus war einst Symbol militärischer Macht. Wo früher Waffen lagerten, steht nun eine Bombe aus Papier – fragil wie der Frieden selbst. Der Zeughausgarten ist der erste Ausstellungsort von Paperbomb in Deutschland.

#### Oradour-sur-Glane in Frankreich
Am 10. Juni 2025 wurde eine Paperbomb-Skulptur am Nordeingang des historischen Dorfes Oradour-sur-Glane installiert. Dieses Datum markiert den 81. Jahrestag des Massakers vom 10. Juni 1944, bei dem die Zweite SS-Panzer-Division „Das Reich“ 643 Menschen tötete und das Dorf vollständig zerstörte. Diese Tat gilt als das größte deutsche Massaker in Westeuropa während des Zweiten Weltkriegs.
Die Platzierung der Skulptur schafft einen materiellen wie symbolischen Übergang zwischen dem zerstörten und dem neuen Oradour. Die Ruinen des ursprünglichen Dorfes, heute eine nationale Gedenkstätte unter Denkmalschutz, bleiben eine eindringliche Mahnung an die Kriegsgräuel. Die Skulptur ergänzt diesen Ort des Gedenkens und betont die fortwährende Bedeutung der Erinnerung.

### Trust
Das Werk Trust ist ein preisgekröntes Werk von Nezilla, welches sich kritisch mit dem Mythos des Glaubens und der Macht des Vertrauens auseinandersetzt. Die Installation stellt Mörder und Sexualstraftäter wie Charles Manson, Ted Bundy und Marc Dutroux in Kirchengewändern dar. Die Darstellung hinterfragt den Mythos des katholischen Glaubens, da Glaube untrennbar mit Vertrauen verbunden ist.
Trust wurde 2022 mit dem DA! Art Award in Düsseldorf ausgezeichnet. Der säkulare Kunstpreis fördert die kritische künstlerische Auseinandersetzung mit Religion und Irrationalismus. Nezilla erhielt den Kunstpreis in der Kategorie Plastik, Skulptur, Installation und wurde 2024 selbst zum Jurymitglied des DA! Art Award berufen.

### Transform
Transform ist als Skulpturenreihe konzipiert. Das Werk besteht aus elf Bronzeskulpturen, von denen jede eine Stufe der schrittweisen Verwandlung eines harmlosen Luftballons in eine bedrohliche Handgranate verkörpert. Jede Skulptur repräsentiert eine Phase der Transformation. Die Reihe visualisiert den Übergang von Unschuld zu Gefahr und die subtilen Veränderungen, die zu negativen Entwicklungen führen können. Dies kann als Kommentar auf gesellschaftliche Prozesse verstanden werden.

## Ausstellungen

### Einzelausstellungen (Auswahl)
- 2025: Nessi Nezilla: Paperbomb. PalaisPopulaire, Berlin
- 2025: Paperbomb. Zeughausgarten Reiss-Engelhorn-Museen, Mannheim
- 2025: Paperbomb. Martyr Village and Memory Center, Oradure-sur-Glane
- 2024: Paperbomb. Champ des Martyrs, Tulle
- 2024: Paperbomb. National Monument, Hartmannswillerkopf
- 2024: Paperbomb. Deutsche Bank, Stuttgart
- 2024: Paperbomb. Crypt, Hartmannswillerkopf
- 2023: Transform. Altes Schloss, Neckarbischofsheim
- 2022: Paperbomb. Paradiso St. Moritz
- 2020: Apokatastasis Ballaballa. Online-Exhibition
- 2019: Thepathi. Halle02, Heidelberg
- 2017: Club Moritzino, La Villa
- 2016: MetaMorphose. Sinsheim

### Teilnahme an Gruppenausstellungen (Auswahl)
- 2025: Kunst gegen Missbrauch. RWU Hochschule Ravensburg-Weingarten
- 2024: Kunst gegen Missbrauch. Heidelberg
- 2022: Trust. DA! Art award, Düsseldorf
- 2022: Bullet-Ants. Metropolink Urban Art Festival, Heidelberg
- 2021: be**pART. Atelier Montez, Rom
- 2021: Burn the Universa Performance
- 2020: Color, Shapes & Shadows. Van der Glas Gallery, New York
- 2020: A visual culture. Van der Glas Gallery, New York
- 2020: Imagine Vol. 2. Kunstraum Dreieich
- 2019: Universa Ballaballa. Metropolink Urban Art Festival, Heidelberg
- 2017: Eluvio with Johannes Dachsel. Altes Schloss, Neckarbischofsheim
- 2017: Thepathi Performance. Halle02, Heidelberg
- 2016: Trienala Ladina. Museum Ladin Castle de Tor Sân Martin de Tor
- 2016: MetaMorphose. Sinsheim